# Iain Percy
Iain Bryden Percy, OBE (* 21. März 1976 in Southampton, Hampshire) ist ein britischer Segler. Als zweifacher Olympiasieger ist er einer der erfolgreichsten britischen Olympiasegler. Percy gehörte zudem 2005 dem britischen Team des America’s Cup an. 

## Sportliche Erfolge

Olympische Starklasse, in der Percy 2008 seine zweite olymp. Goldmedaille gewann

Percy startete erstmals bei Olympischen Sommerspielen 2000 in Sydney und belegte im Olympic Sailing Shore in der Rushcutters Bay auf Anhieb den ersten Platz im Finn-Dinghi. Die Goldmedaille erhielt er in einer feierlichen Zeremonie auf den Stufen des Sydney Opera House.
Bei den nächsten Spielen 2004 in Athen startete er in dem offenen Zweimann-Starboot und belegte im Olympischen Segelzentrum Agios Kosmas, gelegen zwischen dem Faliro Coastal Zone Olympic Sports Complex und Glyfada, gemeinsam mit Steve Mitchell den sechsten Platz. Das gleiche Team gewann bei den Segel-Weltmeisterschaften 2005 die Bronze- und im selben Jahr bei den Segel-Europameisterschaften die Goldmedaille.
Bei den Olympischen Sommerspielen 2008 in Peking ging Iain Percy erneut in der Starklasse an den Start, diesmal mit einem neuen Partner, mit Andrew Simpson. Das Team erreichte im Internationalen Segelzentrum Qingdao die Goldmedaille.
Bei den Olympischen Sommerspielen 2012 in Großbritannien gewannen beide in derselben Bootsklasse eine Silbermedaille. Dazwischen gewannen sie mit dem Starboot in Rio de Janeiro die Weltmeisterschaft 2010.
Percy ist Mitglied und trainiert regelmäßig im Hayling Island Sailing Club (HISC) in Sandy Point auf Hayling Island, einer Insel vor der englischen Südküste. Er war zudem 2005 Mitglied der Crew, die für Großbritannien 2005 am Louis Vuitton Cup teilnahm, der Qualifikationsveranstaltung für den America’s Cup.

## Ehrungen
In Anerkennung seiner ersten olympischen Goldmedaille wurde Percy 2005 zum Member of the Order of the British Empire (MBE) und 2009 nach dem zweiten Olympiasieg zum Officer of the Order of the British Empire (OBE) ernannt.